# Ҥ
Ҥ (minuscule : ҥ) est une lettre de l’alphabet cyrillique utilisée seulement par plusieurs langues non slaves (aléoute, altaï, mari, iakoute), où elle note la consonne [ŋ]. Ce graphème est une ligature de ‹ Н › et ‹ Г ›.

## Utilisation
Aux XIe et XIIe siècles, ҥ représente un н palatalisé,,, pouvant aussi être écrit ‹ н꙯ꛯ ›.
Au XIXe siècle, ҥ est utilisé dans l’écriture de l’altaï dans l’orthographe de la mission de l’Altaï (ru).

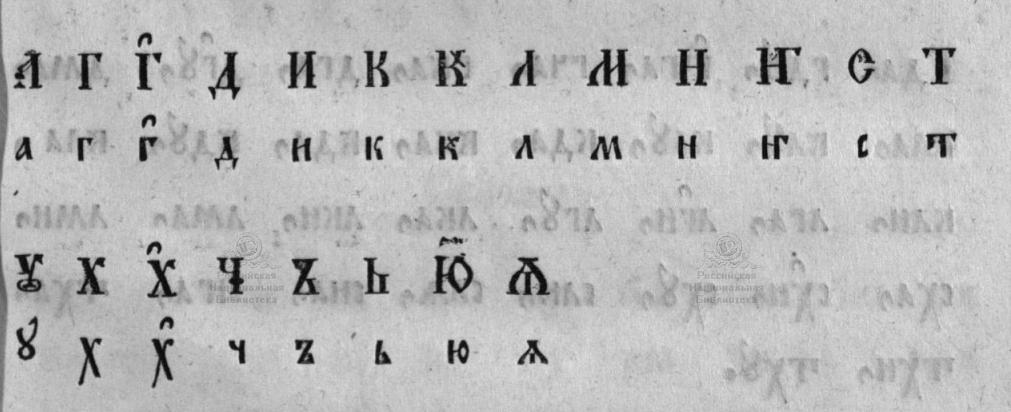
Alphabet aléoute en 1846.

Le ҥ a été utilisé en aléoute au XIXe siècle.

## Représentations informatiques
Ҥ peut être représenté avec les caractères Unicode suivants :
| formes    | représentations | chaînes de caractères | points de code | descriptions                      |
| --------- | --------------- | --------------------- | -------------- | --------------------------------- |
| capitale  | Ҥ               | Ҥ                     | U+04A4         | ligature cyrillique majuscule eng |
| minuscule | ҥ               | ҥ                     | U+04A5         | ligature cyrillique minuscule eng |